# Seminellogon chitarianus
Seminellogon chitarianus är en mångfotingart som beskrevs av Chamberlin 1933. Seminellogon chitarianus ingår i släktet Seminellogon och familjen Aphelidesmidae. Inga underarter finns listade i Catalogue of Life.